# Бруклайн (Массачусетс)
Бру́клайн (англ. Brookline) — город в округе Норфолк в штате Массачусетс, США. Является частью Большого Бостона. По данным переписи 2010 года население города составляло 58 732 человека.
На территории современного города первоначально жили алгонкины. Первое поселение на месте города, деревня Мадди-Ривер, появилось в 1638 году, а статус города ему был присвоен в 1705 году. В начале 1830-х годов через город была проложена железная дорога. Бруклайн — один из центров еврейской жизни Америки. Самая старая синагога города существует с 1842 года.
Бруклайн — родной город 35-го президента США Джона Ф. Кеннеди и его брата — 64-го Генерального прокурора (министра юстиции) Роберта Ф. Кеннеди.